# Josh Holloway
Josh Lee Holloway, född 20 juli 1969 i San Jose i Kalifornien, är en amerikansk skådespelare. Han spelade karaktären Sawyer i TV-serien Lost. 
Familjen flyttade till Blue Ridge Mountains, Georgia där han växte upp som den näst äldsta av fyra bröder. Vid tidig ålder utvecklade han ett intresse för film. Han avbröt studierna vid University of Georgia på grund av ekonomiska orsaker och påbörjade sedan en lyckad modellkarriär som tog honom på resor över hela Europa och USA. 
Ambitioner att skådespela tog honom till Los Angeles där han snart fick en roll i komedin Doctor Benny. Den följde han upp med huvudroller i independentfilmerna Mi Amigo, Moving August och Cold Heart. Efter det uppmärksammades han för sin huvudroll i science fiction-filmen Sabretooth. Han har även gästspelat han i CSI och Navy NCIS. 

## Privatliv
På fritiden gillar han att ägna sig åt segling, snowboard, kampsport, motocross och gitarrspel. Han bor i Los Angeles tillsammans med sin fru Yessica Kumala och deras dotter Java Kumala Holloway född april 2009.

## Filmografi
- 2025 – Duster (TV-serie)
- 2014 - Intelligence
- 2014 - Sabotage
- 2013 - Battle of the year
- 2011 – Mission: Impossible – Ghost Protocol
- 2004-2010 - Lost
- 2009 – Stay Cool
- 2007 – Whisper
- 2003 – Dr. Benny
- 2002 – Sabretooth
- 2002 – My Daughter's Tears
- 2002 – Mi amigo
- 2002 – Moving August
- 2001 – Cold Heart

Han har också medverkat i Good Girls Don't..., Navy NCIS, Walker, Texas Ranger och Angel.